# 3653 Klimishin
3653 Klimishin è un asteroide della fascia principale. Scoperto nel 1979, presenta un'orbita caratterizzata da un semiasse maggiore pari a 2,2359800 UA e da un'eccentricità di 0,0988682, inclinata di 4,95024° rispetto all'eclittica.
L'asteroide è dedicato all'astronomo russo Ivan Antonovič Klimišin.